# 鱼珠炮台
鱼珠炮台，位于中国广东省广州市黄埔区港前路293号，为广州市的一个市、县级文物保护单位，类型为近现代重要史迹及代表性建筑，公布时间为1993年3月。
鱼珠炮台的历史年代为清代。